# Ferdinand Edvard Ring
Ferdinand Edvard Ring, född 28 april 1829 i Frue utanför Köpenhamn, död 25 maj 1886 i Holmens utanför Köpenhamn, var en dansk skulptör och keramiker.
Ferdinand Edvard Ring var son till målargesällen och skådespelaren Ferdinand Ring och Henrikke Frederikke Bentzen. Han började sin skulpturutbildning genom att arbeta som allt i allo och lärling vid Herman Wilhelm Bissens bildhuggarateljé i Köpenhamn. Han studerade därefter vid Det Kongelige Danske Kunstakademi  i Köpenhamn, där han 1849 belönas med lilla silvermedaljen för sina arbeten. År 1854 fick han stora silvermedaljen tillsammans med ett penningpris för skulpturen En Jägare med sin hund. Han gjorde studieresor till Frankrike, Tyskland, Storbritannien och Italien. 
Han var bosatt i Sverige 1856–1869 och var anställd som modellör vid Höganäs fajansfabrik 1859–1869. Vid fabriken utförde han bland annat byggnadsornament till Marsvinsholms slott och figurskulpturer i terrakotta till fasaden på Malmö rådhus, samt en Neptunfigur till navigationsskolan i Göteborg. Han formgav även prydnadsföremål, vaser och urnor i keramik samt gjorde mönsterformar för masstillverkning av prydnads- och nyttoföremål. Delar av hans svenska produktion visades på Stockholmsutställningen 1866. Han tilldelades guldmedaljen Litteris et Artibus av Karl XV 1868 för sina insatser inom svensk keramikindustri. 
Han återvände 1869 till Danmark, där han arbetade med större skulpturer som H.C. Andersen 1878, Thyra Danebod 1882, "Gorm den Gamle" 1884 och "Wiedewelt" 1886. Bland hans offentliga arbeten märks statyer över Eric Ruuth och Magnus Stenbock i Höganäs, kolossalstatyn över Niels Ebbesen framför rådhuset i Randers och frontongrupper Apollo och Pegasus i zink till Det Kongelige Teater i Köpenhamn. 
Ring finns representerad vid Helsingborgs museum och Höganäs museum.